# 村中智絵
村中 智絵（むらなか ともえ、1983年5月25日 - ）は、ボイスワークス所属の元フリーアナウンサー。

## 略歴
- 2006年4月山口朝日放送入社（同期は嶋田健吾[2]）。2008年3月まで在籍。
- 2009年4月～2011年3月、名古屋テレビ（メ～テレ）契約アナウンサー[3]。

## 過去の担当番組
- バグルー!!（ナレーション）
- どですか!（メ〜テレNEWS）
- メ〜テレNEWS
- サタあはっ!
- ステーションY
- yabニュースなど